# Lesram
 (mai 2023).
Si vous disposez d'ouvrages ou d'articles de référence ou si vous connaissez des sites web de qualité traitant du thème abordé ici, merci de compléter l'article en donnant les références utiles à sa vérifiabilité et en les liant à la section « Notes et références ».
Lesram, de son vrai nom Marcel Valty, né le 10 mars 1998 est un rappeur et producteur français originaire du Pré-Saint-Gervais (93).
Actif depuis le début des années 2010, l'artiste s'est fait d'abord connaitre comme un membre actif du collectif de rappeur Panama Bende et parallèlement celui de LTF, puis plus récemment au lancement de sa carrière en solo, comme une fine plume du paysage rapologique français.
L'artiste se démarque par son style d'écriture, jugé comme très imagé et qui emprunte aussi bien au rap old school qu'au rap contemporain.

## Biographie

### Débuts
Les premières apparition de Lesram sur la scène rap se font en 2012, notamment avec des freestyles postés sur youtube.
Ces derniers lui permettront rapidement d'accéder a des open mic, et ainsi de se créer un entourage d'artiste de la scène parisienne. Ces rencontres le mèneront a intégrer le collectif LTF (Les Tontons Flingueurs), avec qui il sortira ses deux premiers projets (Le Démon a 9 queues et Le Démon a 9 queues II), ainsi qu'un EP de 4 titres.
En parallèle, Lesram trouve sa place dans le collectif Panama Bende, aux côtés de PLK et de Zeu pour ne citer qu'eux. C'est une première grosse mise en avant, notamment grâce au projet ADN du collectif, sorti en 2017.

### Carrière solo
Plus récemment reconnu pour ses performances en freestyle, notamment sur le média rap " Grünt " en tant qu'invité, Lesram sort un premier projet solo intitulé G-31 en 2020, un 7 titres qui affirme un peu plus sa position dans le hip hop français.
Son apparition peu de temps après sur la Don Dada mixtape volume 1 du rappeur Alpha Wann, en compagnie de Nekfeu, propulsera l'artiste sur le devant de la scène.
Dans la lancée, au début de 2022, et après une série de singles, Lesram partagera un second projet solo : Wesh Enfoiré. Le nom de l'album reprends le célèbre gimmick du rappeur. L'album est un succès critique.
Avec des invités comme PLK ou encore Alpha Wann, le projet en 10 titres appuie encore une fois le talent de l'artiste, parfois à contre courant dans le vaste paysage de la culture urbaine en France.
Le 19 janvier 2024, Lesram sort Du peu que j'ai eu, du mieux que j'ai pu un album studio comportant 12 pistes dont deux collaborations avec PLK et Josman. Le 11 mai 2024, il se produit en concert à l'Olympia.

## Discographie

### Avec le Panama Bende
- 2016 : Bende Mafia
- 2017 : ADN

### Singles et EP's
- 2019 : PDP
- 2019 : #Boosté
- 2019 : Zone
- 2021 : Freestyles Wesh Enfoiré (#1 à #5)
- 2022 : Wesh Enfoiré
- 2022 : Rotation (feat. Alpha Wann)
- 2022 : Avec le temps (feat. PLK)
- 2023 : Du mieux que j'ai pu
- 2024 : Question

### Apparitions
- 2016 : Limsa d'Aulnay feat. Lesram - Wesh gros sac
- 2016 : Miles MD feat. Lesram - Passe au quartier
- 2017 : Aladin 135 feat. PLK & Lesram - Hiver (sur l'album Indigo)
- 2017 : Lesram - Relance (sur la compilation Nova Grünt Tunes)
- 2018 : Hash 24 feat. Sopico & Lesram - Hsl (sur la mixtape Wait Tape, Vol.1)
- 2020 : Lesram, Nekfeu - San Andreas (sur la Don Dada Mixtape Vol.1)
- 2021 : Aladin 135 feat. Lesram & Zikxo - Sur Paname (sur l'EP X1)
- 2021 : Changerz feat. Lesram - Coco Chanel (sur l'album 2/2)
- 2021 : Friz, Kilam Salman, Jul, Naps, Mokobé, Demon One, Banguiz, Lesram - Heetch (sur la compilation Le Classico organisé)
- 2022 : Lesram, Zesau - 310 (sur la compilation Carré dans l'angle)
- 2022 : Zikxo feat. Lesram - Mission Suicide (sur l'album Intemporel)
- 2022 : Niaks, Lesram - Débrouillard à vie (sur l'album Le soleil se lèvera à l'Ouest du média Raplume)
- 2023 : Osirus Jack feat. Lesram - Nautilus
- 2023 : Deen Burbigo feat. Lesram - Fais nous voir (sur l'EP OG SAN Vol. 2)
- 2024 : Houdi feat. Lesram - Dérapages (sur la mixtape Hood Vol. 1)
- 2024 : Zkr feat. Lesram - Verisure (sur Mode opératoire Vol. 1)
- 2024 : Bekar feat. Lesram - 5.9.3 (sur l'album Plus fort.)
- 2024 : Jolagreen23 feat. Lesram - Plus le même (sur l'album +99XP)